# ジョー・ラバーベラ

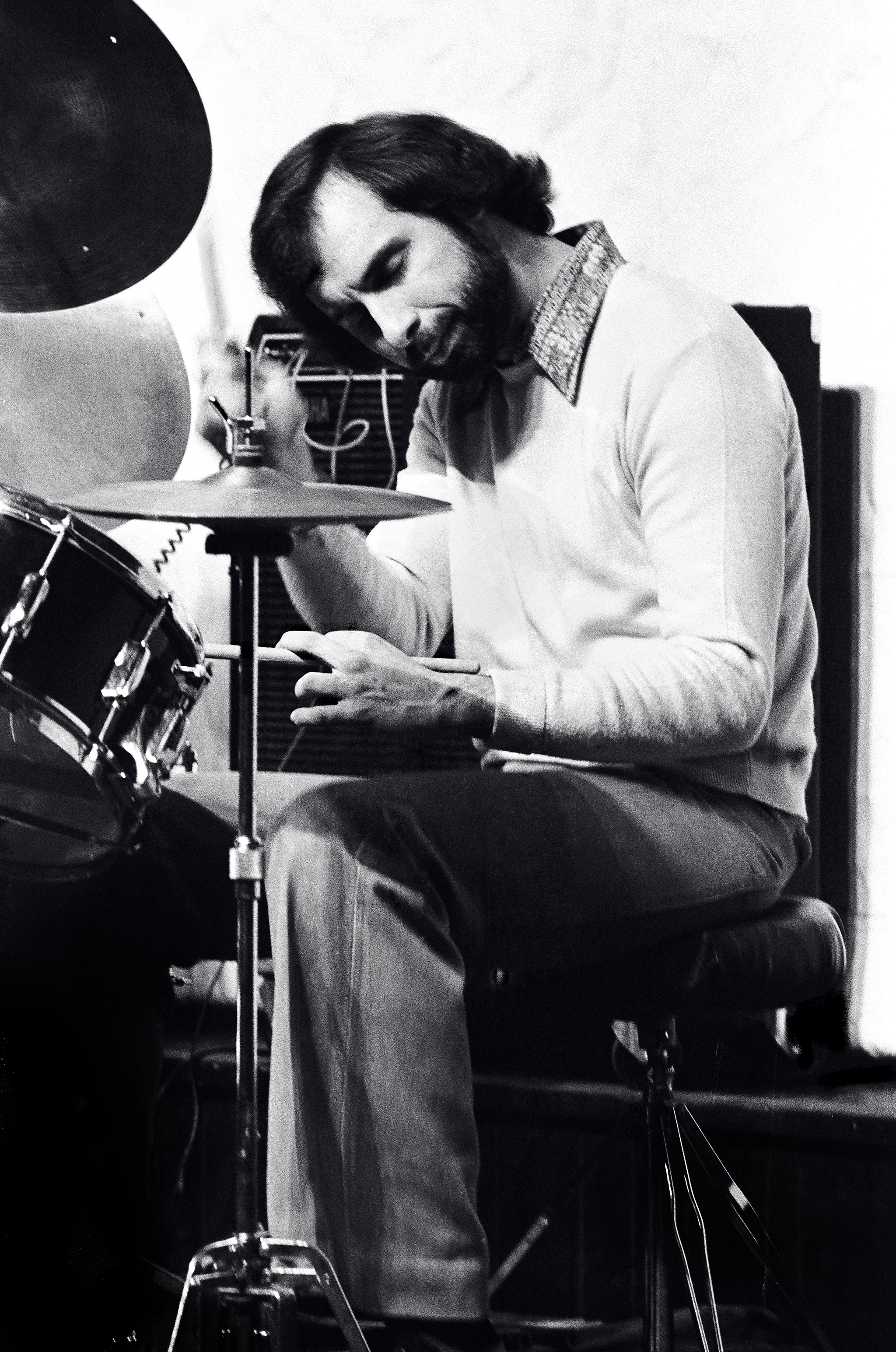
ジョー・ラバーベラ（1978年）

ジョー・ラバーベラ（Joe LaBarbera、1948年2月22日 - ）は、アメリカのジャズ・ドラマー。サックス奏者のパット・ラバーベラとトランペット奏者のジョン・ラバーベラはどちらも兄。

## 来歴
ニューヨーク州マウントモーリス出身。父親からドラムを教わったのをきっかけにドラムを始め、大学卒業後は、フランキー・ランドールのツアーに同行した。アメリカ陸軍のバンドに2年間在席した後に、ウディ・ハーマンのバンドにも参加している。
1970年代に入ると、チャック・マンジョーネのバンドに参加したことでラバーベラは広く名を知られるようになった。その後もビル・エヴァンスやトニー・ベネットのバック・ミュージシャンとして活躍。兄のパットやハイン・ファン・デ・ゲイン、ジョン・アバークロンビーとはトリオやカルテットを組んでいる。またカリフォルニア芸術大学で教師として後進の指導も行っている。

## ディスコグラフィ

### リーダー・アルバム
- The Joe La Barbera Quintet Live! (2001年、Jazz Compass)
- Mark Time (2003年年、Jazz Compass)
- Native Land (2006年、Jazz Compass)
- 『ザ・リトル・ドラマー・ボーイ』 - The Little Drummer Boy (2011年、Five Stars) ※with パット・ラバーベラ
- 『メッセージ・フロム・アート』 - Message from Art - For Art Blakey (2012年、Five Stars) ※with パット・ラバーベラ
- Silver Streams (2012年、Jazz Compass)

### ベースライン
- 『ホワイ・リアリー』 - Why Really (1994年、Challenge Jazz) ※with ハイン・ファン・デ・ゲイン、ジョン・アバークロンビー
- 『スタンダーズ』 - Standards (1995年、Challenge Jazz)
- Returns (1996年、Challenge Jazz)

### ザ・カルテット
- 『ショウほど素敵な商売はない』 - Live at My House “There's No Business Like Show Business” (2014年、Five Stars) ※with ドン・トンプソン、パット・ラバーベラ、トム・ウォリントン

### 参加アルバム
チャック・マンジョーネ
- 『ランド・オブ・メイク・ビリーブ』 - Land of Make Believe (1973年)
- 『チェイス・ザ・クラウズ・アウェイ』 - Chase the Clouds Away (1975年)
- 『哀しみのベラヴィア』 - Bellavia (1976年)

ローズマリー・クルーニー
- 『ロジャース、ハート&ハマースタイン作品集』 - Rosemary Clooney Sings Rodgers, Hart & Hammerstein (1989年)
- 『ガール・シンガー』 - Girl Singer (1992年)
- 『マザーズ&ドーターズ』 - Mothers & Daughters (1997年)
- 『ザ・ソングブック・コレクション』 - The Songbook Collection (2000年)
- Sentimental Journey: The Girl Singer and Her New Big Band (2001年)

ビル・エヴァンス
- Live at the Balboa Jazz Club, Vol. 1 (1979年)
- Live at the Balboa Jazz Club, Vol. 2 (1979年)
- 『インナー・スピリット』 - Live in Buenos Aires (1979年)
- 『ウィ・ウィル・ミート・アゲイン』 - We Will Meet Again (1979年)
- 『レター・トゥ・エヴァン』 - Letter to Evan (1980年)
- 『ターン・アウト・ザ・スターズ』 - Turn Out the Stars (1980年)
- 『パリ・コンサート』 - The Paris Concert: Edition 1 (1983年)
- 『パリ・コンサート 2』 - The Paris Concert: Edition 2 (1983年)
- 『ワルツ・フォー・デビー ラスト・ライヴ・イン・ヨーロッパ』 - His Last Concert in Germany (1996年)
- 『ザ・ブリリアント』 - The Brilliant (1996年)
- 『ターン・アウト・ザ・スターズ〜ファイナル・ヴイレッジ・ヴァンガード・レコーディングス』 - Turn Out the Stars: Final Village Vanguard Recordings (1996年)
- 『ザ・ラスト・ワルツ』 - The Last Waltz (2000年)